# Операция НКВД СССР по репрессированию «антисоветских элементов»
Операция НКВД СССР по репрессированию «антисоветских элементов» проводилась с августа 1937 по ноябрь 1938 года.
31 июля 1937 года нарком внутренних дел СССР Н. И. Ежов подписал Оперативный приказ народного комиссара внутренних дел СССР от 30 июля 1937 года № 00447 «Об операции по репрессированию бывших кулаков, уголовников и других антисоветских элементов» в котором определялась задача разгрома «антисоветских элементов» и состав «оперативных троек» по рассмотрению дел такого рода.
В соответствии с приказом предписывалось: «с 5 августа 1937 года во всех республиках, краях и областях начать операцию по репрессированию бывших кулаков, активных антисоветских элементов и уголовников, в Узбекской, Туркменской, Казахской, Таджикской и Киргизской ССР операцию начать с 10 августа с. г., а в Дальневосточном и Красноярском краях и Восточносибирской области с 15 августа с. г.»
Общее руководство проведением операций было возложено на заместителя наркома внутренних дел СССР — Начальника Главного управления государственной безопасности НКВД СССР — комкора М. П. Фриновского.
Нарком внутренних дел Белорусской ССР Б. Д. Берман на совещании руководящего состава НКВД СССР в Москве 24 января 1938 года отметил: «Я бы считал, что если и сохранять тройки, то на очень непродолжительный период времени, максимум на месяц… Во-первых, сам по себе фронт операций стал значительнее уже, чем был в самый разгар операции в 1937 году. Во-вторых, надо большую часть нашего аппарата немедля переключить на агентурную работу. Работа с тройками — лёгкая, несложная работа, она приучает людей быстро и решительно расправляться с врагами, но жить долго с тройками — опасно. Почему? Потому, что в этих условиях… люди рассчитывают на минимальные улики и отвлекаются от основного — от агентурной работы».
Постановлением СНК СССР и ЦК ВКП(б) № П 4387 от 17.11.1938 «Об арестах, прокурорском надзоре и ведении следствия» судебные тройки, созданные в порядке особых приказов НКВД СССР, а также тройки при областных, краевых и республиканских Управлениях РК милиции были ликвидированы. Дела передавались на рассмотрение судов или Особого Совещания при НКВД СССР.

## Ход выполнения приказа

### Правила проведения операции
Оперативным приказом № 00447 были установлены границы репрессий[в чём?]. Директивы, изданные руководством НКВД в первой половине августа 1937 года конкретизировали его и могли рассматриваться[кем?] как положения о выполнении приказа. Например, директива № 409, выданная Ежовым, регулировала проведение карательных операций в исправительно-трудовых лагерях ГУЛАГа. Они также касались казней в специальных тюрьмах — политизоляторах, в которых содержались «злейшие враги советской власти».
Влияние на ход выполнения операции оказывалось не только из Москвы, так народный комиссар внутренних дел Украины Израиль Леплевский своими приказами требовал, например, усилить работу там, где случались несчастные случаи на железной дороге, поскольку видел в этом саботаж и вредительство. Кроме того сосредоточивал террор на церкви и «сектах».
15 августа был издан Приказ НКВД № 00486 о начале репрессий против «изменников родины, членов правотроцкистских шпионско-диверсионных организаций, осужденных военной коллегией и военным трибуналом по первой и второй категориям, начиная с 1 августа 1936 года», а также о порядке «арестов жён изменников родины, участников право-троцкистских организаций, шпионов и диверсантов». Здесь был применён принцип ответственности членов семей осуждённых. Приказом установлен порядок ареста и осуждения ЧСИР (член семьи изменника Родины) на 5-8 лет и размещения их детей в детдомах. В случае, если дети были старше 15 лет и признавались «социально опасными», то подлежали аресту. Всего по этой операции (приказ НКВД № 00386) арестованы около 18 тыс. женщин и схвачены более 25 тыс. детей.
Цитата из оперативного приказа НКВД № 00486:
«Дети в возрасте старше 15 лет, если по усмотрению работников НКВД… они признавались социально-опасными и способными к совершению антисоветских действий, направлялись либо в лагеря, либо в исправтрудколонии НКВД или в детские дома особого режима Наркомпроса. Грудные дети направлялись с матерями в лагеря, откуда по достижении 1-1,5 годичного возраста передавались в детские дома и ясли Наркомздрава. Дети в возрасте от 3 до 15 лет размещались в детских домах Наркомпросов» (Архив КГБ; материалы проверки дела «Антисоветского троцкистского центра», т. 3, л. 53-64). Архивная копия от 3 декабря 2017 на Wayback Machine

### Этапы кампании
Согласно приказу, «кулацкая» операция должна была завершиться в начале декабря 1937 года. К этому времени срок был изменён уже на конец месяца, однако и тогда кампания не завершилась, закончилась лишь её первая фаза. Тем не менее, в начале 1938 года вопрос продолжения кампании ещё не был решён окончательно. После того как к концу прошлого года количество смертных приговоров приблизилось к выделенным лимитам, в тройках воцарилось ощущение неопределённости. В НКВД также стали раздаваться мнения о прекращении произвола, вызванного необходимостью выполнения лимитов. Такие мысли жёстко пресекались бранью, коллективным давлением и дисциплинарными наказаниями. В прокуратуре некоторые работники стали выступать за введение контроля над вынесением приговоров тройками. Эти одиночные инициативы возникали ещё и потому, что поступали жалобы о приговорах троек и двоек против партийных работников и представителей номенклатуры. Неуверенность побудила Прокурора СССР Андрея Вышинского написать письмо, в котором прокуратуре было приказано просматривать вынесенные приговоры лишь в чрезвычайных случаях.
В письме от 8 января Фриновский отметил, что руководители УНКВД должны сосредоточить внимание на поиске кулаков и других антисоветских элементов на железнодорожном транспорте, поскольку предполагалось, что их вредительство стало причиной гигантских провалов в этом секторе экономики. В итоге, в начале 1938 года операция не завершилась, а вместо этого началась вторая фаза. Официальным началом второй фазы стало постановление Политбюро ЦК КПСС от 31 января. В зависимости от региона, операция могла длиться максимум до 1 апреля 1938 года. Изданный приказ увеличивал лимиты на 48 тыс. человек в первой категории и 9,2 тыс. человек во второй категории. В новом году кампания приобрела ещё более жестокий характер: в некоторых регионах почти все приговоры были смертными. Так, в Украинской ССР и Молдавской АССР с 1 января по 1 августа 1938 года 830 человек отправлены в лагеря, а 36 393 получили смертный приговор.
Одним из факторов особой жестокости репрессий на Украине стали изменения в партийном руководстве: 27 января первым секретарём Коммунистической партии Украины стал Никита Хрущёв.
Также большое количество «антисоветских элементов» обнаружено на Дальнем Востоке. Израиль Плинер руководил депортацией корейцев на Дальнем Востоке в 1937 году. Фриновский, который посещал этот регион в командировках, 27 июля 1938 года направил просьбу об изменении лимитов, где предлагал увеличить на 15 тыс. человек лимит на расстрел и на 5 тыс. — лимит на депортацию. Политбюро утвердило эти цифры через 4 дня.
В течение второй фазы выполнения приказа основное внимание уделялось «другим антисоветским элементам», доля которых существенно увеличилась. Была усилена работа по выявлению и обезвреживанию «внутренних врагов», вышло на первый план преследование бывших социал-революционеров. Сам Сталин требовал от Ежова в письме от 17 января усилить преследования против этих лиц.

### Конвейерное судопроизводство и соревнования
Судопроизводство было поставлено в тройках на конвейер. Из протоколов их заседаний можно узнать о количестве вынесенных приговоров за каждое заседание: Ленинградская тройка, например, 9 октября 1937 года вынесла 658 смертных приговоров заключённым на Соловецких островах. Тройка Татарской АССР 28 октября вынесла 256 смертных приговоров. Карельская тройка рассмотрела 20 ноября 705 дел и вынесла 629 смертных приговоров. В тот же день Краснодарская тройка вынесла 1 252 приговора. Омская тройка 10 октября вынесла 1 301 приговор, из которых 937 на смертную казнь, а 15 марта 1938 года — 1 014 приговоров, 354 из которых на смерть.
Уже в начале кулацкой операции местные работники стали выступать с просьбами об увеличении лимитов. Весомым фактором этих просьб была попытка председателей троек показать себя радикальнее и вернее «линии партии» своих предшественников. Поэтому во многих тройках кампания сочеталась с борьбой за высокие показатели работы. В Омске назначенный 28 июля 1937 года председатель тройки уже 1 августа просил Лубянку увеличить лимиты. Он объяснил это «стахановскими темпами», которыми арестовано уже 3 008 человек по 1-й категории.
В течение всей операции к руководству в Москве поступали просьбы об увеличении (иногда существенном) лимитов. Например, народный комиссар внутренних дел УССР Израиль Леплевский отправлял подобные просьбы несколько раз. Зачастую они удовлетворялись. До сих пор неизвестны случаи, когда местное руководство осмелилось бы не превысить определённые приказом НКВД № 00447 лимиты, хотя такая возможность в нём чётко предусмотрена. На местах лимиты воспринимались как и любые другие плановые показатели СССР, к выполнению и перевыполнению которых так стремилось руководство.
Однако известны случаи, когда инициатива увеличить лимит принадлежала не местным властям, а руководству партии и НКВД. Например, 15 октября 1937 года Политбюро приняло увеличение лимитов на 120 тыс. человек, из них 63 тыс. по первой категорией и 57 тыс. — по второй.

### Региональные различия
Исполнение приказа в одних регионах мало чем отличалось от других. Всё зависело от наличия достаточного количества лиц, указанных в приказе НКВД № 00447. Если таковых не хватало, то под репрессии попадали представители менее чётко очерченных групп. Также имело значение и отношение местного руководства к этим группам; если в них усматривались враги, то репрессии служили поводом от них избавиться.
В Пермской области каждый третий осуждённый тройками НКВД был «трудпоселенцем». В Западной Сибири было сфабриковано грандиозное дело о «заговоре РОВС». В Донбассе была особенно высока доля «контрреволюционного элемента» среди общего количества осуждённых, в Донецкой области пострадали больше маргинальные группы. В Киевской области особенно сильно пострадали представители религиозных общин разных конфессий и течений.
Жертвами «кулацкой» операции стали не только участники восстаний периода коллективизации, но и более ранних беспорядков, которые происходили ещё во времена военного коммунизма. Так, в Алтайском крае не только колхозные и совхозные «вредители» попали в поле зрения НКВД, но и участники Сорокинского восстания в 1921 году, которое проходило под лозунгами «За чистую советскую власть», «Советы без коммунистов» и в котором приняли участие от 5 до 10 тыс. человек. Всего тройкой по Алтайскому краю были репрессированы 134 человека как «участник Сорокинского восстания». Борьба против преступников стояла на первом месте в Ленинграде и Ярославской области.
Приказ НКВД № 00447 не предусматривал арестов в Якутской АССР. Этот регион был пропущен в приказе, так как республиканский нарком внутренних дел Андрей Коростин смог аргументированно доказать отсутствие здесь кулаков и шпионов[страница не указана 1587 дней].

### Отчётность
Приказ обязывал руководителей УНКВД республиканского, краевого, и областного уровней отправлять 1, 5, 10, 15, 20, и 25 числа каждого месяца отчёт в центр шифрованных телеграмм с краткой информацией о состоянии выполнения приказа, полные доклады шли письмами по почте. На основе этих телеграмм в 8-м отделе ГУГБ НКВД СССР готовились сводные доклады. В течение всей операции было подготовлено 36 сводных докладов.
В дополнение к статистическим показателям, центр требовал от руководителей УНКВД передавать информацию о «политических настроениях населения», об отношении населения к кампании. Также Ежов потребовал предоставлять ему информацию о количестве выявленных «контрреволюционных групп» и о количестве изъятого у них оружия. Этими данными центр пытался обратить внимание региональных УНКВД на организованную контрреволюционную и криминальную деятельность.
15 декабря 1937 года Ежов обязал председателей УНКВД предоставить ему итоговую информацию о достижениях в выполнении приказа НКВД № 00447. После продления операции до 1 января 1938 года, срок предоставления докладов был сдвинут на 15 января. На основе статистики ГУГБ НКВД СССР, по состоянию на 31 декабря результаты «кулацкой» операции имели следующие цифры: 555 641 арестованных, из них 553 362 приговорены, из них 239 252 на смерть. 314 110 были осуждены на сроки в лагерях или тюрьмах. 14 600 заключённых лагерей были приговорены к расстрелу.

### Следственные дела
Аресты происходили на основании выданных ордеров. Во время обысков, доказательства вины удавалось найти лишь в немногих случаях. Иногда доказательствами служили письма от друзей или родственников, живущих за границей, календари с портретом царя, охотничьи ружья с патронами. Обычно протокол обыска подписывался совместно с местным чиновником, например, в селе это был председатель колхоза или сельсовета, в городе — сотрудник домоуправления.
Допросы подозреваемого сосредоточивались на политическом и социальном прошлом. Интерес представляли вопросы о прежних судимостях, следствия против него, приговоры или решения.
В большинстве случаев НКВД брало на себя проверку персональной информации подозреваемого, за которой, прежде всего, обращались в сельсовет или горсовет для получения справки о деятельности подозреваемого. Особое внимание обращалось на социальное происхождение, политическую деятельность в прошлом и его труд. В таких справках могло отражаться предвзятое отношение местных властей к подозреваемому.
Там, где это было возможно, к делам подозреваемых добавлялись агентурные материалы или данные разведывательного и милицейского учёта. Большое значение имели аресты, побеги из тюрем или лагерей, а также повторные приговоры. Тем не менее такие сведения существовали не для всех жертв репрессий.
Для усиления аргументов в дела добавлялись другие архивные материалы и протоколы допроса свидетелей, которые выступали исключительно со стороны обвинения. Часто свидетелями выступали представители местной «номенклатуры», такие как председатели колхозов или члены партии. Некоторые свидетели опрашивались ещё до ареста подозреваемого, что размывало границы между ролями «свидетеля», «информатора» и доносчика.
На основе собранной информации НКВД составляло обвинительное заключение, а докладчик составлял краткое описание дела для протокола заседания тройки. С целью дальнейшего ускорения процесса, протоколы заседаний стали содержать ещё меньше информации, как правило, лишь сокращённое изложение пунктов обвинения.
Если тройка выносила приговор на расстрел, то к делу добавлялась выписка из акта о расстреле. Спустя годы и десятилетия, прокуратура, просматривая дела репрессированных, зачастую не находила правовых оснований для их приговоров.
Анализ следственных дел привёл к выводу, что кулацкая операция никак не была самовольным и единичным случаем применения насилия, а была тщательно организованной кампанией. В приговорах отражены систематические меры государственного терроризма для чистки советского общества от «элементов», которые были не согласны с поставленными чиновниками целями.

### Средства управления
Местные органы НКВД были освобождены от привычного контроля со стороны государства. Принятие приговоров происходило в пределах нескольких инстанций внутри одного учреждения. Руководству НКВД СССР в Москве не сообщали о выполнении приговоров; протоколы троек, дела и учётные карточки осуждённых отправлялись в Москву задним числом.
Однако партийный центр и руководство НКВД не отказались от контроля полностью: остались регулярные отчёты, ротации личного состава троек, решения о выделении лимитов, выдача приказов и различных циркуляров.

## Завершение

### Устранение Ежова
В начале ноября 1938 года стали появляться признаки приближения конца Большого террора и «кулацкой операции». Ещё 22 августа заместителем Ежова был назначен Лаврентий Берия, а 8 октября Политбюро ЦК КПСС создало комиссию в составе Ежова, Берии, Вышинского, Маленкова и Рыжкова, которая разработала новые правила прокурорского надзора и следствия.
15 ноября Политбюро утвердило подготовленный комиссией проект директивы. Согласно ей, предписывалось с 16 ноября и до дальнейших распоряжений приостановить рассмотрение всех дел тройками, военными трибуналами и Военной коллегией Верховного Суда СССР. Это решение Совета народных комиссаров и Центрального комитета партии подписано 17 ноября Сталиным и Молотовым. После чего директива была передана руководителям УНКВД республик, краёв, областей, первым секретарям крайкомов и обкомов, а также республиканским краевым и областным прокурорам. Общее количество адресатов составляло около 14 тыс. человек. Большой террор завершился так же, как и начался: решением Политбюро.
25 ноября Берия возглавил НКВД. Ответственность за допущенные во время Большого террора нарушения возложили на Ежова, который 10 апреля 1939 года был арестован, а 4 февраля 1940 года казнён.

### Критика ошибок и перенос ответственности
В директиве Совета народных комиссаров от 17 ноября 1938 года Сталин и Молотов подвели итоги репрессий. Они положительно оценили итоги кампании против внутрипартийной оппозиции (троцкистов и бухаринцев) и массовых кампаний против кулаков, преступников, антисоветских элементов и т. д. Но в то же время подвергли острой критике допущенные НКВД и прокуратурой «ошибки», которые вызвали «нарушения революционной законности». По словам Сталина и Молотова, это было допущено врагами, которым удалось проникнуть в НКВД, прокуратуру и вырвать их из-под партийного контроля.
Как следствие, директива от 17 ноября не только остановила Большой террор, но и превратила НКВД в «козла отпущения».

### Количество жертв
В предисловии к секретной речи на XX съезде КПСС (1956) партийный и государственный лидер Никита Хрущёв огласил статистику жертв сталинизма. Согласно озвученным им данным, в течение Большого террора были арестованы около 1,5 млн человек, из них более 680 тыс. казнены. Однако эти цифры не учитывают всех жертв кампании, поскольку в них не учтены, в частности, смертельные случаи во время следствия или превышение лимитов в Туркменской ССР.
Современные российские историки оценивают число заключённых только в «кулацкой операции» до 820 тыс., из них от 437 тыс. до 445 тыс. были расстреляны. Также существуют оценки в около 800 тыс. заключенных, из них от 350 тыс. до 400 тыс. расстрелянных.
Таким образом, около 50,4 % от общего числа осуждённых в ходе «кулацкой операции» были обречены на смерть, в то время как в «национальных операциях» обычно более 70 % осуждались на смертную казнь.
Ввиду одновременно или вплотную друг за другом проходящих кампаний террора и преследований тюрьмы, лагеря и поселения ГУЛАГа были переполнены. Количество заключённых выросло с 786 595 (1 июля 1937 года) до более 1 126 500 (1 февраля 1938 года), а затем и свыше 1 317 195 (1 января 1939 года). Вследствие этого ухудшились и без того неблагоприятные условия содержания. По советским данным, в 1937 году скончались 33 499 заключённых, а в следующем году — 126 585 заключённых. Во время депортации и перевозки в 1938 году погибли на 38 тыс. человек больше по сравнению с прошлым годом. По данным тогдашней статистики в 1938 году более 9 % заключённых, или чуть более 100 тыс. человек, были нетрудоспособными по болезни, инвалидности или из-за упадка сил. В 1939 году количество нетрудоспособных, не считая инвалидов, составило уже 150 тыс. человек.